# Vắc-xin phòng sốt xuất huyết
Vắc-xin phòng sốt xuất huyết Dengue là một loại vắc-xin phòng ngừa sốt xuất huyết ở người. Tổ chức Y tế Thế giới khuyến cáo chỉ sử dụng vắc-xin ở các khu vực bệnh đang lưu hành. Vào năm 2017, nhà sản xuất đề nghị vắc-xin chỉ nên được sử dụng ở những người đã từng bị nhiễm sốt xuất huyết, vì kết quả có thể tồi tệ hơn ở những người chưa từng bị nhiễm bệnh. Điều này đã gây ra một vụ bê bối ở Philippines, nơi có hơn 733.000 trẻ em được chủng ngừa bất chấp tình trạng huyết thanh học trong máu.
Sự phát triển của vắc-xin cho bệnh sốt xuất huyết bắt đầu sớm nhất từ năm 1929, nhưng đã bị cản trở bởi kiến thức không đầy đủ về bệnh sinh dengue, và sau đó sự cần thiết phải đồng thời tạo ra một loại vắc xin có khả năng miễn dịch ổn định chống lại tất cả bốn kiểu huyết thanh sốt xuất huyết. Một số loại vắc-xin đang được phát triển bao gồm cả vắc xin sống, bất hoạt, DNA và vắc-xin tiểu đơn vị. Các loại vắc-xin sống giảm nhẹ là loại vắc xin xa hơn trong tương lai.
Trong năm 2016, vắc-xin sốt xuất huyết có hiệu quả một phần (Dengvaxia) đã có mặt trên thị trường tại 11 quốc gia: México, Philippines, Indonesia, Brasil, El Salvador, Costa Rica, Paraguay, Guatemala, Peru, Thái Lan và Singapore.  Ở Indonesia, chi phí khoảng 207 đô la cho ba liều khuyến cáo. WHO khuyến cáo rằng chỉ nên sử dụng giới hạn ở các khu vực nơi mà bệnh đang phổ biến bởi vì tiêm chủng thực sự có thể làm tăng nguy cơ sốt xuất huyết ở những người chưa từng bị nhiễm virus sốt xuất huyết do cơ chế tăng cường phụ thuộc kháng thể.